# Francesc Cerdà i Rico
Francesc Cerdà i Rico (Castalla, l'Alcoià, 8 de juny de 1739 - Madrid, 5 de gener de 1800) fou un erudit, humanista, juriconsult i escriptor valencià de la Il·lustració.
Estudià lleis i cànons a la Universitat de València, on es graduà en dret civil el 1760, i posteriorment n'obtingué el doctorat. En aquests anys feu amistat amb Gregori Maians, amb qui inicià el 1758 una llarga relació epistolar en llatí.
A partir del 1761 s'establí a Madrid, on s'integrà en el cercle de Pérez Bayer, freqüentà diversos cenacles on es relacionà amb nombrosos intel·lectuals, i ocasionalment actuà d'advocat al servei de la noblesa, i particularment d'Antonio Ponce de León y Spínola, duc d'Arcos. Protegit pel bibliotecari major Juan de Santander, el 1766 ingressà d'escrivent zelador segon en la Reial Biblioteca; el 1777 fou ascendit a bibliotecari, i el 1783 renuncià a aquesta plaça per a ocupar la d'oficial de la Secretaria d'Índies. El 1775 ingressà en la Reial Acadèmia de la Història.
Considerat com un excel·lent coneixedor de la llengua llatina, fou autor de nombroses publicacions, il·lustrades amb estudis, biografies i notes erudites, tant d'autors llatins com de clàssics castellans, en edicions molt acurades no sols en els textos, sinó també en la impressió, dut pel seu afany de reivindicar l'aportació espanyola a la cultura europea, en resposta a les acusacions d'autors estrangers contingudes en l'Enciclopèdia. Així, recuperà i anotà moltes obres llavors poc conegudes o difícils de trobar, com ara algunes del Brocense, les de Cervantes de Salazar, les Memorias históricas de los reyes Alfonso el Sabio y Alfonso el Noble de Castilla, obra pòstuma de Gaspar Ibáñez de Segovia, marqués de Mondéjar, l'Expedición de los catalanes y aragoneses contra turcos y griegos de Francesc de Montcada (traducció dels capítols de la crònica de Muntaner dedicats a les gestes dels almogàvers en Orient), la Nueva idea de la tragedia antigua de José Antonio González de Salas, Coplas de Jorge Manrique, Poesías espirituales de fra Luis de León, vint-i-un volums de Poesías sueltas de Lope de Vega, i obres llatines de Luis de Lucena, d'Alfonso García Matamoros, de Juan Ginés de Sepúlveda, de Joan Calvet d'Estrella, de Gregori Maians (De hispana progenie vocis i Filosofía moral), i entre moltes altres una compilació de Clarorum Hispanorum Opuscula selecta et rariora tum latina, tum hispana, magna ex parte nunc primum in lucem edita. (1781).